# Polemon ater
Polemon ater (чорна змієїдна змія) — вид отруйних змій родини земляних гадюк (Atractaspididae). Мешкає в Центральній Африці.

## Поширення і екологія
Чорні змієїдні змії мешкають на південному сході Демократичної Республіки Конго, в сусідніх районах Замбії, спостерігалися в Малаві. Живуть в сухих лісистих саванах міомбо, на висоті до 1200 м над рівнем моря. Живляться виключно зміями, довжина яких може становити до 3/4 від довжини P. ater.